# 特魯瓦足球俱樂部
特魯瓦體育會（法語：Troyes AC）是一家位於法國特魯瓦的足球俱樂部，成立於1900年。球隊主場勞貝球場（Stade de l'Aube）可容納2萬多人。2020/21球季第37轮比赛中，特魯瓦以2:0擊敗鄧寇克，取得升上法甲資格。

## 球會榮譽
- 歐洲足協圖圖盃
  - 2001年
- 法國盃
  - 亞軍（1）：1956年

## 外部連結
- 特魯瓦足球俱樂部官方網站 （页面存档备份，存于）